# (2690) Ristiina
(2690) Ristiina (1938 DG1) – planetoida z pasa głównego asteroid okrążająca Słońce w ciągu 5,28 lat w średniej odległości 3,03 j.a. Odkryta 24 lutego 1938 roku.